# Karel Zeman
Karel Zeman (Ostroměř, cerca de Nová Paka, Imperio austrohúngaro, 3 de noviembre de 1910- Praga, Checoslovaquia, 5 de abril de 1989) fue un cineasta checo, director de películas de animación, considerado, junto con Jirí Trnka, uno de los fundadores del cine checo de animación.

## Biografía
Estudió en Francia, y trabajó en Marsella en un estudio de publicidad. Su primera experiencia con el cine de animación fue un anuncio de sopa. Al regresar a Checoslovaquia, continuó trabajando en el mundo de la publicidad, para las compañías Bata y Tatra. El cineasta Elmar Klos, interesado por su obra, le ofreció un trabajo en sus estudios de animación de la ciudad de Zlín, que Zeman aceptó en 1943. En Zlín conoció a Hermína Týrlová, que por entonces acababa de producir el cortometraje Ferda Mravenec (Fernando la hormiga), un clásico del cine de animación infantil basado en un cuento de Ondřej Sekora). En colaboración con Týrlova, Zeman realizó la película Vánoční sen (El sueño de Navidad, 1943), que en 1946 obtendría el premio a la mejor película de animación en el Festival de Cannes, lo que le proporcionó un gran prestigio.
Su popularidad entre el público infantil aumentó cuando realizó una serie de cortometrajes humorísticos que tenían como protagonista a un personaje llamado Sr. Propouk, en torno a temas de la vida cotidiana: Propouk aparecía como oficinista, inventor, bombero, etc. En 1948 dirigió Inspirace (Inspiración), destacable por su lirismo, en el que animó figurillas de vidrio; y en 1950 su primer largometraje, el satírico Král Lávra (Rey Lávra, basado en un poema de Karel Havlíček Borovský). A éste seguiría, en 1952, Poklad ptaciho ostrova (El tesoro de la isla de los pájaros). En 1955 combinó actores reales, animación y efectos especiales en Cesta do pravěku (Viaje a la prehistoria, 1955), que cuenta el viaje en el tiempo de un grupo de estudiantes, permitiendo a Zeman animar varios muñecos de dinosaurios. La película tuvo un gran éxito. 
Cuatro años más tarde, en 1958, estrenó una de sus obras más destacadas, Vynález zkázy (La invención diabólica, 1958), basada en una novela de Julio Verne. Más tarde volvería a adaptar a Verne en sus películas Na kometě (En el cometa, 1970) y Ukradena vzducholod (La nave robada). En 1961 estrenó otro filme de género fantástico, Baron Prášil, basado en la novela de Göttfried Bürger Las aventuras del barón de Munchhausen, para el que utilizó decorados pintados al estilo de las ilustraciones de Gustave Doré ante los que deambulaban actores reales. 
Durante los años 70, rodó otras películas de tema fantástico para las que recuperó la animación tradicional, como Pohádky tisíce a jedné noci (Cuentos de las mil y una noches), que consta de siete relatos breves acerca de Simbad el Marino; Krabat, čarodějův učeň (Krabat, el aprendiz de brujo, 1978); y el cuento de hadas de los Hermanos Grimm O Honzíkovi a Mařence (Hansel y Gretel, 1980).
Aunque sus películas están dirigidas principalmente al público infantil, posee un sofisticado ingenio, y un estilo visual que fascina igualmente a los adultos. Por su prodigiosa inventiva, se ha relacionado su obra con la de otros grandes innovadores del cine, como Georges Méliès.

## Legado
Las obras de Zeman influyeron en el animador checo  Jan Švankmajer  . así como al cineasta  Terry Gilliam  , quien dijo de Zeman: "Hizo lo que todavía estoy tratando de hacer, que es intentar combinar acción en vivo con animación. Sus antecedentes al estilo Doré fueron maravillosos". El cineasta  Tim Burton  describió el proceso creativo de Zeman como "extremadamente inspirador" para su propio trabajo, e identificó a Zeman y al animador  Ray Harryhausen  como sus influencias "en términos de hacer stop motion y una calidad más artesanal... Karel Zeman lo hizo de manera asombrosa". El propio Harryhausen también habló en entrevistas de su admiración por Zeman, y las películas del director  Wes Anderson  han incluido homenajes a las obras de Zeman. 

El historiador de cine  Georges Sadoul  identificó a Zeman como quien "amplió los horizontes del octavo arte, la animación", y agregó:
Se le considera con razón  Méliès  el sucesor de  .  Sin duda recuerda al viejo maestro, no sólo por ser un artesano apasionado por el arte, que crea sus "inocentes inventos" con infinita paciencia y no con grandes presupuestos, sino también por sus ingenuas y siempre ingeniosas fantasías.   Menos intelectual que  Trnka  , pero no obstante igual a él, tiene un gran entusiasmo y un maravilloso sentido de las rarezas barrocas y los chistes poéticos.
Con motivo de una exposición de animación en 2010, los curadores del  Barbican Center  dijeron de Zeman: "aunque su influencia supera su fama mundial, es indiscutiblemente uno de los mejores animadores de todos los tiempos". 

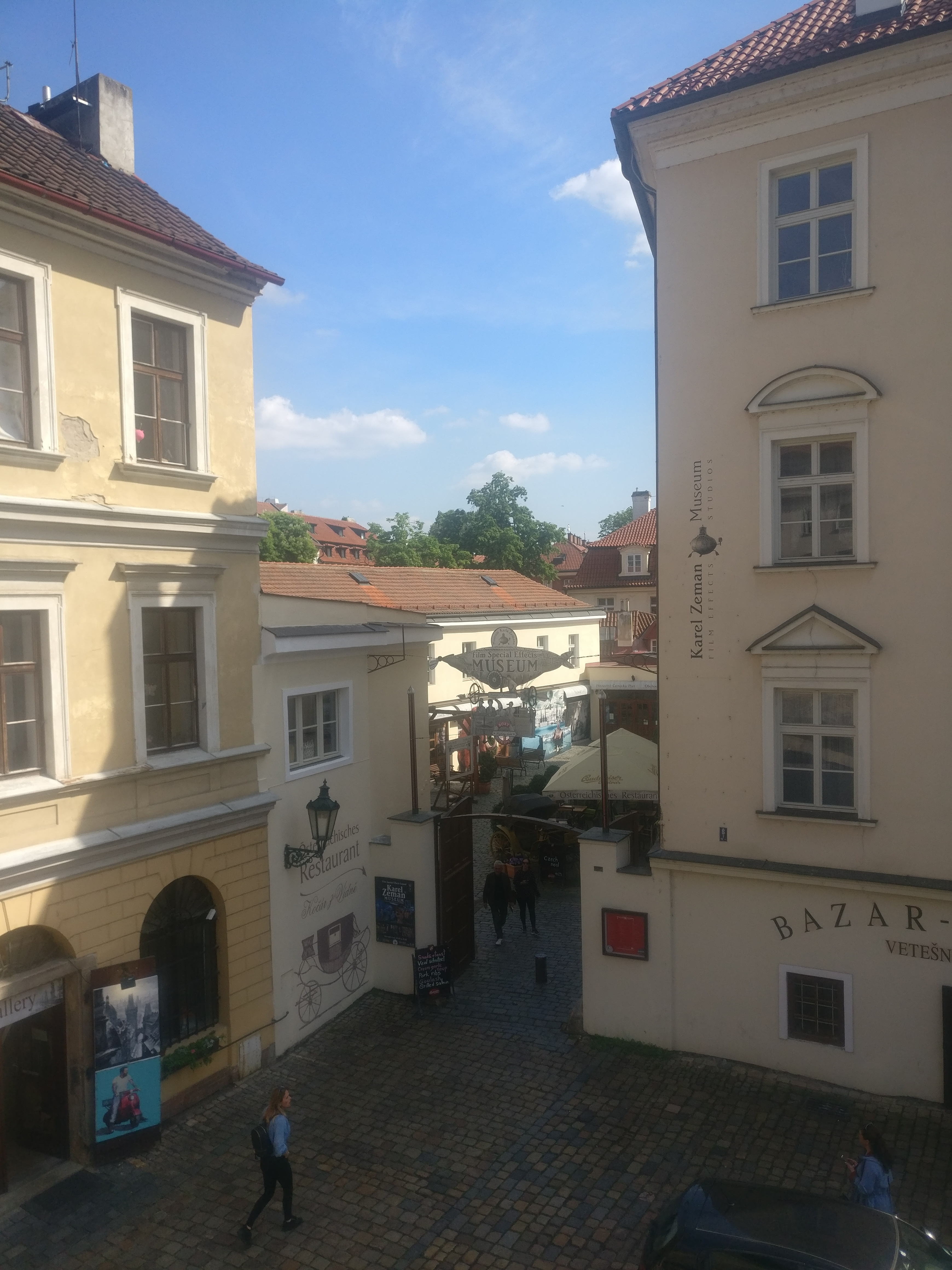
Entrada al museo Karel Zeman

En 2012, se inauguró un museo dedicado a Zeman y su obra, el Muzeum Karla Zemana, cerca del  Puente de Carlos  en Praga. 

## Filmografía

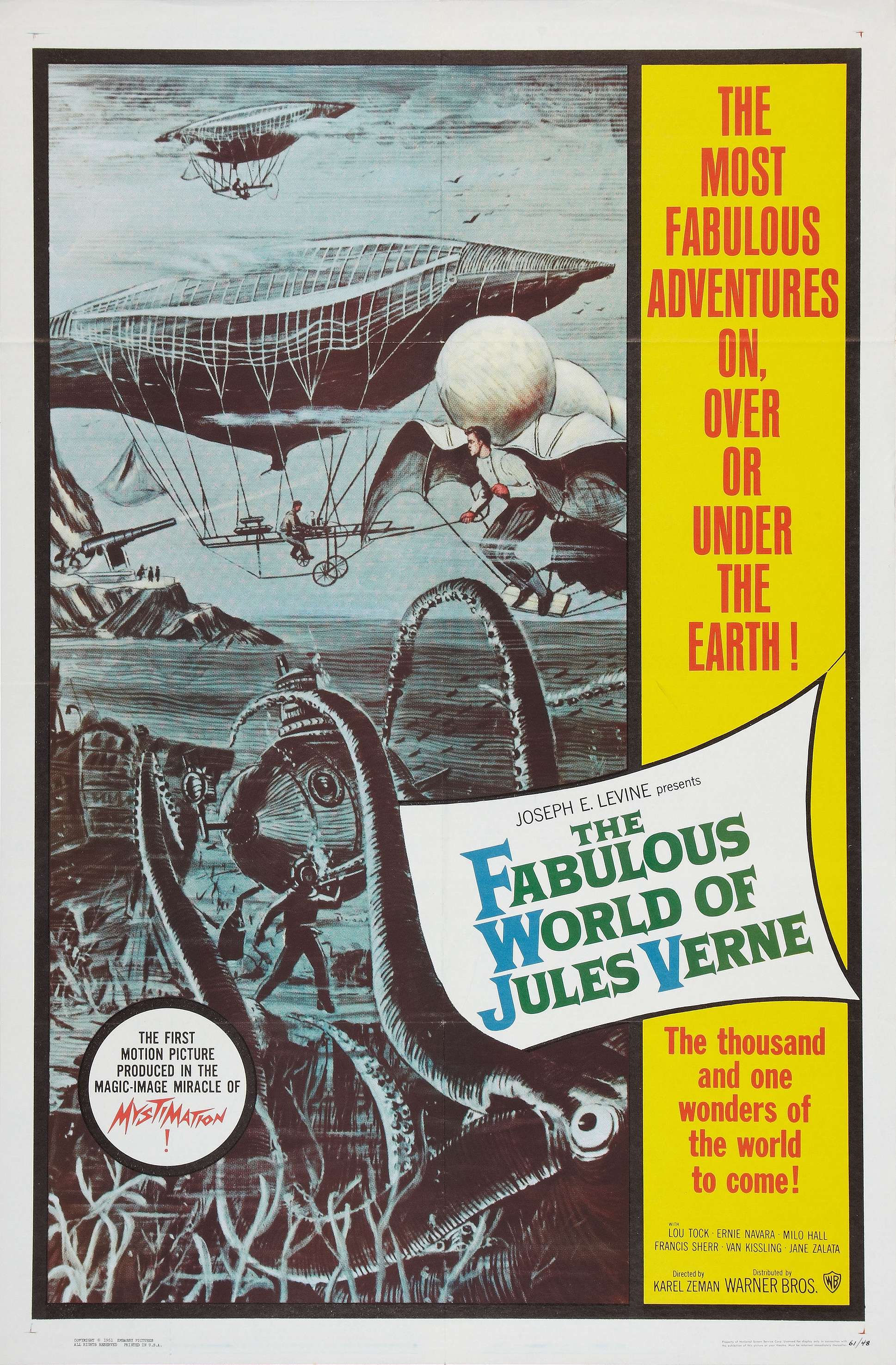
El fabuloso mundo de Julio Verne. Titulada en checo Vynález zkázy (1958).

### Cortometrajes
- Vánoční sen (El sueño de Navidad, 1946)
- Podkova pro štěstí (1946)
- Křeček (1946)
- Pan Prokouk v pokušení (1947)
- Pan Prokouk ouřaduje(1947)
- Brigády (1947)
- Pan Prokouk filmuje (1948)
- Pan Prokouk vynálezcem (1949)
- Inspirace(Inspiración, 1949)
- Pan Prokouk, přítel zvířátek (1955)
- Dobrodružství námořníka Sindibáda (1971)
- Druhá cesta námořníka Sindibáda (1972)
- V zemi obrů. Třetí cesta námořníka Sindibáda (1973)
- Magnetová hora. Čtvrtá cesta námořníka Sindibáda (1973)
- Létající koberec. Pátá cesta námořníka Sindibáda (1973)
- Morský sultan (1974)

### Largometrajes
- Král Lávra (Rey Lávra, 1950)
- Poklad Ptačího ostrova (El tesoro de la isla de los pájaros, 1952)
- Cesta do pravěku (Viaje a la prehistoria, 1955)
- Vynález zkázy (La invención diabólica, 1958)
- Laterna magika II (1960)
- Baron Prášil (1961)
- Bláznova kronika (1964)
- Ukradená vzducholoď (La nave robada, 1967)
- Na kometě (En el cometa, 1970)
- Zkrocený démon (1974)
- Pohádky tisíce a jedné noci (1974)
- Čarodějův učeň (El aprendiz de brujo, 1977)
- Pohádka o Honzíkovi a Mařence (El cuento de Juan, 1980)
- Karel Zeman dětem (1980)